# Gerhard Sasso

Undatierte moderne Darstellung

Gerhard Sasso (sein Nachname wird auch mit Tum, Tune, Tunc, Tenque, Tonque oder Thom angegeben) (* um 1040 in Martigues oder im Herzogtum Amalfi; † 3. September 1120 in Jerusalem) war Gründer des Souveränen Ritter- und Hospitalordens vom Heiligen Johannes zu Jerusalem. Er kann als der erste Großmeister des Johanniterordens bzw. Malteserordens betrachtet werden. In der katholischen Kirche wird er als Seliger verehrt. Sein Gedenktag ist der 13. Oktober.

## Gründer des Johanniterordens
Gerhard stammte vermutlich aus Martigues in der Provence, andere Quellen geben auch Scala im Herzogtum Amalfi oder Avesnes im Hennegau an. Zur Zeit des Ersten Kreuzzugs war er bereits seit einiger Zeit Leiter einer Klosterbruderschaft, die in Jerusalem einen Komplex aus drei Kirchen, zwei Klostergebäuden und einem Hospital betrieb. Der Gebäudekomplex (Muristan) war um 1048 von Kaufleuten aus Amalfi gegründet worden. Das Hospital diente als „Xenodochium“ (Gästehaus, Fremdenherberge) der Beherbergung und Krankenpflege insbesondere von christlichen Pilgern, aber es wurden auch jüdische und muslimische Kranke und Hilfsbedürftige aufgenommen. Auf Gerhard geht zurück, dass die Aufgenommenen als „die Herren Kranken“ behandelt wurden, denen die Bruderschaft wie Diener ihren weltlichen Herren aufzuwarten hatten. Nach der Eroberung von Jerusalem durch die Kreuzfahrer im Jahr 1099 unter Gottfried von Bouillon gewann die Spitalsbruderschaft erheblichen Zulauf und erreichte die Unabhängigkeit als eigenständiger kirchlicher Orden nach den Regeln des Heiligen Augustinus. Dies wurde durch die von Papst Paschalis II. am 15. Februar 1113 erlassene Bulle Pie postulatio voluntatis an Geraudo institutori ac praeposito Hirosolimitani Xenodochii verfügt. 1120, kurz vor dem Tode Gerhards, wurde die Bulle durch Papst Kalixt II. erneuert und bestätigt.

## Legende
Die Legende berichtet, dass Gerhard während der Belagerung von Jerusalem 1099 den hungernden christlichen Belagerern von den Mauern Jerusalems heimlich Brot zuwarf. Als dies von den muslimischen Verteidigern entdeckt wurde, überprüften sie Gerhard und siehe, die Brote waren zu Stein geworden. Dennoch wurde er von den Verteidigern eingekerkert. Diese Legende bildet eine Parallele zum Rosenwunder der Heiligen Elisabeth von Thüringen bzw. ihrer Großnichte, der Heiligen Elisabeth von Portugal. Als Kern der Legende lässt sich erkennen, dass Gerhard die Kreuzzugsteilnehmer mit Tat und Rat unterstützte, um die Freiheit der Pilger wiederherzustellen. Auf Grund dieser Legende wird Gerhard, wie z. B. in der Kapelle des Großmeisteramtes in Rom, mit Brot und mit Ketten dargestellt.